# JetAudio
jetAudio (COWON Media Center) é um software tocador de mídia onde se pode reproduzir áudio, vídeo e imagem para o sistema operacional Windows e é desenvolvido pela empresa Cowow America. O software oferece funções como "ripar" CDs, recodificando arquivos de áudio e vídeo, registrando fontes externas e capacidade de gravar. A versão PLUS deste software inclui muitos pacotes de extensões de som e outros codecs que podem tocar quase qualquer tipo de arquivo de mídia existente. Inclui suporte a vídeo acelerado através da GPU (DXVA).

## Melhorias no jetAudio
- v8.0.12
  - Barra de controle fixo de tela cheia (reverter para opaco);
  - O áudio não será alterado por alguns arquivos de vídeo;
  - Tamanho do vídeo não estava correto para alguns arquivos FLV (fixo divisor FLV);
  - Corrigidos outros pequenos erros.